# Michele Loporcaro
Michele Loporcàro (Roma, 1963) è un linguista e glottologo italiano.
Ha contribuito agli studi linguistici italiani e romanzi approfondendo accuratamente questioni di dialettologia (lingue piemontese e sarda, dialetti altamurano, romanesco, ticinese, milanese, etc.) e di storia della lingua (particolarmente significativo lo studio di fonologia diacronica sul raddoppiamento fonosintattico).

## Biografia
Dopo gli studi alle università di Vienna (1984-85) e di Pisa (dove si è laureato in Glottologia nel 1986), si è perfezionato presso la Scuola Normale Superiore con Pier Marco Bertinetto. Intrapresa la carriera accademica, ha insegnato a Padova e Cosenza;  attualmente è docente all'Università di Zurigo, dove dirige il seminario di Linguistica generale. È stato visiting Professor in varie università europee e statunitensi. È membro della Società di Linguistica Italiana e del comitato scientifico della rivista «Romanica Olomucensia».
Nel 1989 è stato insignito del Premio Borgia dell'Accademia dei Lincei per la filologia e la linguistica.
Ha seguito e descritto gli sviluppi linguistici dovuti alla globalizzazione e dei mass media, con particolare attenzione ai comportamenti dei giornali e dei telegiornali italiani e all'uso politico da essi fatto del discorso indiretto libero al fine di drammatizzare le notizie (infotainment) e di assumere il punto di vista dell'oggetto della narrazione rinunciando così a una presa di posizione estranea al fatto da riportare.
Nel 2008, in concomitanza con il centocinquantesimo anniversario della nascita, ha curato, insieme a Lorenza Pescia, Romano Broggini e Paola Vecchio, la riedizione degli scritti linguistici del dialettologo Carlo Salvioni.
Nel 2012, l'Accademia Nazionale dei Lincei gli ha conferito il Premio Feltrinelli per la Linguistica italiana.

## Opere

### Pubblicazioni principali
- Grammatica storica del dialetto di Altamura, Pisa, Ist. Editoriali e Poligrafici, 1988.
- L'origine del raddoppiamento fonosintattico, Romanica Helvetica vol. 115, Basilea e Tubinga, Francke Verlag, 1997.
- Sintassi comparata dell'accordo participiale romanzo, Torino, Rosenberg & Sellier, 1998.
- Il mutamento fonologico, in Marco Mancini (a cura di), Il cambiamento linguistico, Roma, Carocci, 2003, pp. 11–88.
- Cattive notizie. La retorica senza lumi dei mass media italiani, Milano, Feltrinelli, 2005.
- Profilo linguistico dei dialetti italiani, Roma Bari, Laterza, 2009.
- La Puglia e il Salento, Bologna, Il Mulino, 2021.

### Curatele
- Certamen phonologicum. Papers from the 1987 Cortona phonology meeting, ed. by Pier Marco Bertinetto, Michele Loporcaro, Torino, Rosenberg & Sellier, 1988.
- Vicende storiche della lingua di Roma, a cura di Michele Loporcaro, Vincenzo Faraoni e Piero Adolfo Di Pretoro, Alessandria, Edizioni dell'Orso, 2012.